# Gallatin County (Illinois)
Gallatin County is een county in de Amerikaanse staat Illinois.
De county heeft een landoppervlakte van 838 km² en telt 6.445 inwoners (volkstelling 2000). De hoofdplaats is Shawneetown.